# Монетные дворы Крымского юрта и Крымского ханства
Монетные дворы в Крыму эпохи Крымского юрта и Крымского ханства функционировали начиная с середины XIII века и до потери самостоятельности в 80-х годах XVIII века. Они работали в Солхате (крымскотат. Eski Qırım, ныне Старый Крым), Керменчике (крымскотат. Kermençik, ныне Высокое), Кырк-Оре (крымскотат. Qırq Yer, ныне Чуфут-Кале), Гезлёве (крымскотат. Kezlev, ныне Евпатория), Кефе (крымскотат. Kefe, ныне Феодосия), Азаке (крымскотат. Azaq, ныне Азов) и Орду-Базаре (крымскотат. Ordu Bazar). За период чеканки сменилось около 25 наименований денежных единиц.

## Крымский улус-юрт Золотой Орды

### Монетный двор в Солхате
Во время господства в Крыму Золотой Орды в середине XIII века (около 1255 года) в столице улус-юрта Солхате, начал функционировать монетный двор (дарабхане). На нём изготавливались монеты различных номиналов на протяжении всего существования Золотой Орды. Город был размещён на перекрестке старого торгового пути, который пролегал от Волжского региона к портовым городам Чёрного моря Кефе и Солдее. Выгодное местоположение, природные запасы питьевой воды и прекрасный климат обеспечили приоритет в развитии этого города в монгольский период. С середины XIII и до начала XV века город стал центром Крымского улуса Золотой Орды. С 1255 и до 1425 года золотоордынские ханы чеканили в Крыму (Солхате) свои монеты. На этих монетах можно встретить следующие обозначения монетного двора:
- Крым (араб. قريم‎)
- Крым аль-Джедид-Белед (араб. لجديدللسراىبلد قريم‎)
- Крым, пусть защитит [Аллах] от дурного
- Крым аль-Махруса (араб. المحروسح قريم‎)
- Белед Крым (араб. اىبلد قريم‎)

Изготовление монет в этом городе можно разделить на 3 периода:
- 1) Начало регулярного выпуска с 1255 года и до середины правления золотоордынского Узбек-хана (примерно 1325—1330 гг.)
- 2) Небольшая серия мелких медных монет анонимной и анэпиграфной чеканки.
- 3) Начало чеканки во времена правления хана Тохтамыша (с 1380 года). Заканчивается чеканкой серебряных дирхамов от имени Девлета-Берди в 1421 году.

| Перечень монет монетного двора в Солхате |                                                                               | |
| I-й период (1255—1330) | II-й период (1340—1360)                                                       | III-й период (1380—1437) |
| * Монеты Эмир Крыма - Монеты с именем и титулами хана Берке - Монеты с именем хана Менгу-Тимура - Монеты анонимные во времена хана Менгу-Тимура - Монеты с именем хана Туда-Менгу - Монеты анонимные во времена хана Туда-Менгу - Монеты с именем хана Тула-Буга - Монеты анонимные 1265—1286 годов - Монеты с именем хана Тохта - Монеты анонимные во времена хана Тохта - Монеты с именем Узбек-хана - Монеты анонимные во времена Узбек-хана | * Именные и анонимные монеты хана Джанибека - Монеты анонимные и анэпиграфные | * Монеты с именем хана Тохтамыша - Монеты анонимные, 1380—1425 гг. - Монеты с именем хана Бек-Пулада (1391—1392) - Монеты с именем хана Таш-Тимура, (1393—1396) - Монеты с именем хана Тимур Кутлуга (1395—1399) - Монеты с именем Шадибека (1399—1407) - Монеты с именем Дервиш-хана (1416—1419) - Монеты с именем хана Бек-Суфи (1420—1422) - Монеты с именем Девлет-Берди (1422—1423, 1426—1427) - Монеты с именем Улу-Мухаммеда (1437) - Монеты с именем Кичи-Мухаммеда (1428, 1432—1437) - Монеты с именем Муртаза-хана (1485—1491) |

### Монетный двор в Кефе

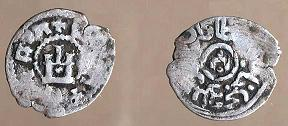
Монета Девлет-Берди, чекан Каффы, 1420-е, не позднее 1432

В 1396—1397 годах, а позже в 1399 году, генуэзская колония Кефа была разрушена монголами под руководством воеводы Едигея. Ослабленный город оказался под властью монгольских ханов. В начале периода правления хана Шадибека чеканились серебряные данги с обозначением монетного двора Кефа аль-джадид (араб. الجديد لفة‎). Последние данги золотоордынских ханов чеканились в Кефе во времена Девлета-Берди. В 1422—1423 господство генуэзцев в Кефе возобновилось.

### Монетный двор в Керменчике
На юго-востоке крымского полуострова, недалеко от Бахчисарая расположено село Высокое, которое до переименования в 1944 году имело название Керменчик. Район села почти не исследован археологами, хотя по сообщениям исследователя А. Л. Бертье-Делагарда от 1898 года, в ближайшей округе села находилась средневековая крепость, а в 17 км от села в Эски-Кермен размещен известный памятник архитектуры Храм Трёх Всадников.
В 1365 году чеканились медные пулы с обозначением места чеканки — Керменчик (араб. خرمنجوق‎). В 1361 году беклярибеком Мамаем был поставлен эмир в Белой Орде Абдуллах. Согласно исследованиям Е. Ю. Гончарова именно при нём могла состояться эта эмиссия. Хотя исследователь также не исключает вариант, что монетный двор мог также быть расположенным в Эски-Кермене, или даже в другом населенном пункте.

### Монетный двор Азака
Первое письменное упоминание о золотоордынском городе Азаке (араб. ازق‎, ныне Азов), относится к 1269 году. Тогда ханом Золотой Орды Менгу-Тимуром проводилась социально-экономическая политика, связанная с обретением независимостью от Каракорума и освоением новых городов, таких как Азак и другие. Город Азак был основан монголами в нижнем течении реки Дон на месте древнегреческого города Тана. В 1313 году в прилегающей к Дону части Азака Венеция основала свою колонию, но вскоре та часть города перешла к Генуе. В этом городе заканчивался караванный путь, которым из Китая привозили шёлковые ткани, которые перегружали на галеры и везли в Италию, откуда уже потом развозили по всей Европе. Азак был крупным торговым и ремесленным центром.
Для обслуживания торговли в конце 90-х годов XIII века в Азаке заработал свой монетный двор. С 1290 года серебряные дирхамы начал чеканить хан Тохта. В период 1302—1316 годов монеты в Азаке не чеканились. В 1317 году начало изготовлению монет положил хан Узбек. Также за время его правления в 1332 году на монетном дворе Азака начали чеканиться медные разменные монеты — пулы. Около 10-х годов XV века монетная чеканка в Азаке прекратилось.

### Монетный двор «Джадид»
Точное место нахождения монетного двора «Джадид» (араб. جديد‎, Новый) неизвестно, но многочисленные находки таких монет в кладах Черноморского региона свидетельствуют о местном происхождении чеканки. В 1362 году, в результате мятежа Мамая, Золотая Орда раскололась на 2 враждующие части: территории между Волгой, Доном и Днепром и Северным Кавказом и Крымом находились под властью Мамая и его войска. Левобережье Волги со столицей орды Сарай-аль-Джедидом и прилегающими к городу территориями принадлежали враждующими сторонами. На Волге между сторонами была размечена граница, которая существовала до 1380 года. Медные пулы с обозначением монетного двора Джадид начали чеканиться во времена наставника Мамая, Абдуллах-хана в 1364 году. Последние пулы чеканились в период правления хана Тохтамыша. Серебряных монет за этот период не чеканилось.

### Монетный двор в Джидибик-Базаре
В 1419 году, после гибели Джаббар-Берди, его сын Девлет-Берди начал борьбу за ханский трон, однако пересёкся с претендентом на трон Улу-Мухаммедом. В 1421 году Давлет вынужден был отступить до Крымского улуса, разделив власть с ханом Бек-Суфи. С 1422 он становится полноценным ханом улуса и чеканит монеты от своего имени в кочевых ставках Урду-Базар и Джидибик-Базар (араб. جيدىبيك بازار‎). В 1423 году, после поражения в схватке с Борак-ханом, Давлет-Берды теряет Крым. Во времена Борак-хана чеканились данги в Джидибик-Базаре и на монетных дворах Хаджи-Тархана и Сарая. В 1426 году, воспользовавшись наступлением на владение Барака тюменского хана Джумадуха, Давлет снова занимает престол Крымского улуса-юрта. В 1427 году при поддержке литовского князя Витовта, Крым захватывает Улу-Мухаммед. Монеты с его именем чеканятся в Урду-Базаре и Джидибик-Базаре.

### Монетный двор в Урда-Базаре
В конце 1990-х — начале 2000-х годов низовьях Днепра (Бугский лиман, Херсонская и Николаевская области Украины) в городище Балыклея (село Варюшино, Веселиновский район) был найден самый большой клад из 245 монет с обозначением места чеканки Урда-Базар (араб. اوردو بازار‎). В 20-х годах XV века, после смерти Едигея и во время упадка Золотой Орды, на Крымских и Надднепровских землях правили ханы — Бек-Суфи (1420—1422), Девлет-Берди (1422—1423, 1426—1427), Улу-Мухаммед (1437).

## Крымское ханство

### Монетные дворы в Кырк-Оре и Кефи

План Чуфут-Кале. Ханский монетный двор помечен на схеме позицией 13

В Кырк-Оре монетный двор не сохранился. По преданию, он находился вблизи Средних ворот крепости Орта-Капу. Первый крымский хан Хаджи I Герай перенёс свою столицу из Солхата в город Кырк-Ор. Вместе с переездом ханского двора в новую резиденцию стал функционировать и новый монетный двор. С тех пор монеты с именем Хаджи Герая начали чеканить в городе Кырк-Оре. Чеканка от имени хана началось в 1442 и 1464 годах сначала в Солхате, в 1455 и 1466 годах в Кырк-Оре. Соответственно монетный двор в Солхате не переставал функционировать и во времена самостоятельного княжества. После смерти основателя Крымского ханства, следующее чеканки началось при его старшем сыне Нур-Девлете на монетном дворе в Солхате.
После утверждения на крымский престол хана Мегли активно начинает функционировать монетный двор в Кырк-Оре и только за небольшим исключением, в период правления хана, монеты чеканятся в Солхате и Кефе. В период с 1477 по 1487 год монеты ежегодно изготавливаются в Кырк-Оре в 892, 894, 895, 896, 897, 898, 909 и 911—913 годах Хиджры. Также известны серебряные акче времён правления хана Большой Орды Муртаза-хана (1485—1491) с указанием места чеканки Кырк-Ер. Также в период пребывания в плену большеордынского хана Махмуда чеканились акче с его именем.
В период правления хана Мехмеда монеты чеканились на дарабхане в Солхате, а во времена ханства Саадет Герая в Кефе. За время правления ханов Сахиба, Девлета, Мехмеда II и Исляма II главным местом изготовления монет был Кырк-Ор. Начиная от ханства Инает Герая и до последнего крымского хана Шахин Герая, монеты чеканились в Кырк-Оре. Исключение составляет одна монета хан Шахин, отчеканенная в год начала его правления — 1777. Все монеты во времена его правления чеканились с этой датой.
Право на управление в дарабхане и чеканки монет предоставлялось исключительно крымским караимам. Караимы руководили монетными дворами в Солхате, Кырк-Ори, Кефе и Гезлёве.

### Монетный двор в Гезлёве
К концу XVI века портовый город Гезлёв (ныне Евпатория) стал одним из самых богатых городов Крымского ханства. В первые годы своего правления хан Газы II Герай открыл новый дарабхане в городе. После смерти Газы II около 50 лет город был резиденцией ханов, а также центром чеканки серебряной монеты. В 1644 году ханом Мехмедом IV чеканка монет была возвращена в Кырк-Ор.

### Монетный двор в Хаджи-бек Базаре
В 1481 году, после убийства под Азаком сибирским ханом Ибаком Ахмат-хана борьбу за престол Великой Орды начали сыновья Ахмата — Муртаза, Сайид-Ахмад II и Шейх-Ахмед, но не имея сильной поддержки вынуждены были просить убежища у крымского хана Менгли I. Хан принял их, но в качестве почетных пленных. Вскоре Сайид-Ахмад вернулся к своим владениям. В 1485 году, узнав что Мегли-Герай распустил свои основные войска, Саид-Ахмад отправился на хана с намерением расширить границы Орды. Освободив Муртазу и захватив Кырк-Ер, а затем Солхат, братья решили полностью захватить Крым и часть Османских владений. Турки Кефы хитростью смогли избежать столкновения задействовав флот, войска большеордынских ханов вынуждены были отступить где их разбили войска Мегли. Остатки войск, вместе с ханами, вынуждены были отступать к своим владениям. В период пребывания Муртазы в Крыму чеканились серебряные акче с именем хана и с обозначением монетного двора Хаджи-Базар (араб. حاج بازاري‎), на реверсе которых изображалась тамга Гиреев.

### Монетный двор в Урда-Базаре
Незадолго до своей смерти в 1465 году крымский хан Хаджи I Герай нанёс поражение хану Большой Орды Махмуду, который шёл походом на Литовское княжество и на Москву. После поражения Махмуд вынужден был уступить Дешт-и-Кипчак своему брату Ахмату, а сам бежал в Хаджи-Тархан где и основал Астраханское ханство. В этом же году Хаджи чеканил серебряный акче в Урда-Базаре со своим именем. В 2008 году на территории Черкасской области был найден клад, содержащий около 600 монет. 248 монет из клада удалось распознать. Годы чеканки 1454—1487, подавляющее большинство монет чеканилась в Кырк-Ере. 2 монеты из клада чеканились в Урду-Базаре. Также отдельные монеты Урду-Базара времён чеканки Муртазы, находили в 20 км² от Симферополя (поселение Джанатай) и в Каменец-Подольском (Хмельницкая область) с монетами, отчеканенными в Кырк-Ере ханами Муртазой и Менгли Гераем.

### Монетный двор в Ташлыке
В 1771 году, после захвата Крыма русскими войсками, Крымское ханство было выведено из под протектората Османской империи. Ханское место занял пророссийский претендент Шахин Герай. Разместив свою резиденцию в городе Кефе, Шахин построил на урочище Ташлык (крымскотат. Taşlı Qıpçaq, ныне Клепинино) недалеко от города монетный двор. Последний властитель Крымского ханства основал монетный двор по европейскому стандарту. За 1778 год сохранился ярлык Шахина о назначении руководителем монетного двора Юсуфа Агья. В 1779 году Шахин заключил соглашение с польским советником Дерингом о поставках оборудования.
В 1786 году Кефу посетил французский учёный Жильбер Ромм. В своих записях он отметил, что медь для монетного двора обменивали у османов за соль с кефенских озёр. Последним эмином и руководителем дарабхане Крымского ханства был Беньямин Агья. На кладбище Балта-Тиймез сохранилась надгробная плита, на которой выбита эпитафия на смерть эмина, а также надпись на мраморной доске во дворе кенасы в Евпатории.
Франсиско Миранда, бывший в Крыму в свите Г. А. Потёмкина в январе 1787 года во время подготовки к Таврическому вояжу Екатерины II, писал: "Рядом [с недостроенным дворцом] помещается монетный двор того самого хана, используемый русскими по тому же назначению. Это здание лучше султанского заведения подобного предназначения в константинопольском серале. Побывав там, мы убедились, что татары, работавшие здесь раньше, и теперь охотно чеканят монеты для новых хозяев, которые обращаются с ними гуманно и доброжелательно. Недурной урок для покорителей Америки. Чеканятся монеты, состоящие из меди и лишь на одну треть из серебра... но выглядят так, будто сделаны из чистого серебра, весьма тонкой работы, и удобны в обращении. Это все придумал князь [Потёмкин], подаривший Нассау и мне полный комплект [монет различного достоинства].".
Функционировать монетный двор начал в 1780 году под управлением караима Абдул-уль-Хамид-Аги. С 1780 года и до присоединения Крыма к России в 1783 году на монетное дело было выделено 92 113 рублей, а весь доход составлял 17 737 рублей, то есть почти 5912 рублей в год. В 1783 году российское правительство заставил хана отречься от власти и присоединило территорию Крымского ханства к Российской империи. В 1783 году, после полного вхождения Крымского ханства в состав Российской империи, династия крымских ханов прекратилась. В новообразованной Таврической области Екатерина II поставила губернатором российского князя Григория Потёмкина. Управляющим монетным двором был назнаен Иван Карлович Затлер, а минцмейстером — И. Ю. Гинц. С 1784 года стали изготавливаться медные и мелкие серебряные монеты Российской империи со знаком монетного двора «ТМ». В 1787 году ханский монетный двор был моренизирован, получил название Таврический монетный двор и приступил к чеканке монет для Таврии номиналами 2, 5, 10 и 20 копеек из серебра. В апреле 1788 чеканка монет полностью остановилась.